# 熊野寮
京都大学熊野寮（きょうとだいがくくまのりょう）は、京都大学の学生寮。

## 概要
1965年4月5日に「京都大学に在籍する男子の正規学部生専用の寄宿舎」として設立された。現在では京都大学に籍を置く全ての学生に入寮資格が認められており、400人以上の寮生が居住する。なお京都大学に籍がない部外者も多数居住する(#無学籍者の居住参照)。居室は相部屋であり、基本的に1部屋を4人（一部2人部屋も存在）で共有する。1ヶ月あたりの維持費（いわゆる寮費）は4,300円であり、これには寄宿料と水光熱費（一部大学負担）及び共益費が含まれる。
寮の地下にある硬鉄庵という部屋は分厚い扉に守られており、警察権力からの防衛に特化している。
自治寮である。大学は入寮選考に関与しておらず、入寮や退寮の選考は熊野寮自治会が行なっている。

## 京都大学との関係
京都大学の主張に対して熊野寮自治会は言いがかりであると批判している。
熊野寮自治会は京都大学副学長との間に確約を結んでいる。この確約の中では熊野寮自治会は熊野寮の「日常的運営」を担っていること、重大な事案に関し寮自治会と京都大学が団体交渉を行い、合意の上で決定するべきことや、家宅捜索での人権侵害に対して大学が抗議を行うべきこと、この確約を次期副学長に引き継ぐことが明記されている。この確約はサインをしていなかったとしても自動で引き継がれる。

### 京都大学と熊野寮自治会の「対話」
京都大学には学生意見箱という制度があり、それを通じて学生が大学に意見を伝え回答を受け取ることができる他、種々の学生支援窓口が用意されている。熊野寮自治会は学生意見箱を使わずに「窓口交渉」「総長室突入」「時計台占拠」などの手段で主張をしている(#時計台占拠参照)。窓口や学生意見箱で質問・抗議を行なっても「１つのご意見として承ります」などと官僚答弁しか返ってこない状態である。
また、大学当局は令和3年2月10日の告示では、今後熊野寮自治会が話し合いを求める場合には以下の条件の下で学生担当理事が対応すると伝えている:
1. 1回の話し合いの時間は1時間以内とする。
2. 熊野寮自治会から話し合いに参加する寮生の人数は3名以内とする。
3. 参加する寮生は氏名・所属身分・役職などを大学に予め通知すること。

これに対して熊野寮自治会は話し合いに応じられないとする文章を出し、大学側が提示する条件での話し合いは「参加学生への交渉内外での恫喝やアカデミックハラスメント・懲戒処分が起こる可能性を回避できません」等と主張し、「大学・寮の運営に関心を持つ寮外の学生や市民も含めた、全ての当事者が参加でき」る団体交渉を要求した。
令和4年10月11日、熊野寮自治会は大学当局に対して対話に応じる条件を伝えた。それは「寮側の人間が全員出席できる」ことを前提とする、「確約に定められた団体交渉と同等の権能を有する会議」か、それに副学長が応じることを前提とした前段階としての「予備折衝」というものだった。また、大学当局が提案する少人数での「意見交換」に応じられない理由として、過去に吉田寮が川添副学長(当時)との少人数での意見交換に応じた結果、意見交換会は2回で打ち切られ、当局が吉田寮との意見交換に応じたという体裁を取るために意見交換会が利用されたということを挙げた。
令和5年9月22日に大学当局は再び熊野寮自治会に対話を打診した。

貴自治会が熊野寮についての正当な要求を大学に伝えたいという意思、また、大学からの疑問・要請にも答え、責任ある自治を行う意思があるのであれば、責任を持って答えられる代表者を含む３名程度と１〜２時間程度、貴自治会の要求等について意見交換を行うための面談を行いたいと第三小委員会は考えていますので、賢明な判断を期待します。
—京都大学　学生生活委員会　第三小委員会委員長

しかし、熊野寮自治会はこれに応じなかった。

熊野寮自治会が一貫して少人数交渉を認めない理由として、少人数交渉に応じた吉田寮で建設的な話し合いが図られなかったうえに、当時の副学長に恫喝されたという事例が挙げられている。  。
令和7年3月24日、京都大学の学位授与式において、壇上で総長から学位記を差し出された学生が「受領は拒否いたします！加えて湊総長はじめご列席の先生方に対し、学生、教職員、市民社会との対話を重んじる誠実な大学運営に回帰されるよう強く求めます」と言い、学位記を受け取らずに降壇した。事後のインタビューで、この人物は熊野寮に住んでいたといい、「大学に対話の姿勢は見られません。」と語った。

## イベント

### 時計台占拠
熊野寮自治会は、例年「時計台占拠」と称して、京都大学の時計台(百周年時計台記念館)に梯子をかけて屋上に登る企画を実施している。その趣旨は声明文で次のように説明されている。
京都大学の職員については、「転び公妨(わざと転び公務執行妨害を捏造する行為)」もある。

### 無学籍者の居住
熊野寮の入寮者の選考は熊野寮自治会が行うことになっているが、京都大学は熊野寮自治会が京都大学新聞に公表する入退寮者の情報を見ることで入退寮者を確認している。しかし、京都大学がその情報を過去に遡って精査したところ、「京大新聞上で入寮者や退寮者として氏名が挙がっていた者の中に京都大学の在籍歴が見当たらない者が多数いる」等の疑義が生じた。熊野寮自治会は声明を出して無学籍者が多数居住している事実を次のように認めた。
熊野寮には多種多様な方が住んでいます。これまでにも幼児と同居しつつ学びを継続する人、精神疾患や身体の不調等で一時的に学籍喪失に追い込まれた人、院試浪人や就職浪人、博士課程満期退学者、京大当局による一方的な放学処分者など、やむを得ない事情を抱えて熊野寮での居住を継続している無学籍者は多数おります。
また、熊野寮自治会は京都大学の基本理念の一つである「開かれた大学」の理念を引用したうえで、『熊野寮を閉鎖的な寮とするのではなく、開放的な空間として創り上げてき』た、『熊野寮の存在意義を「学籍を有する者」に限定する発想は、京都大学を学内的な利害に基づく独善的な存在に貶めるもの』と主張している。

### 警察への抵抗
大学当局は熊野寮生が拡声器を使って未明から早朝にかけて起こした喧騒について、周辺住民が京都大学に抗議したと主張し京都大学は熊野寮自治会に対して改善を要請した。それに対して、熊野寮自治会は抗議する文書を発表して、周辺住民から京都大学に抗議のあった喧騒について、警察手帳の提示を拒否した警察と思われる者が熊野寮自治会の同意なく敷地内に入ろうとしたことと、寮生を盗撮したことに端を発しており、先に拡声器を使用した警察にこのままでは場を制圧され寮生が逮捕されるおそれがあったため、やむをえず寮生側も拡声器を用いた結果であり、それを「迷惑行為」というのは大学当局による決めつけだと主張し、迷惑行為である事を認めなかった。従って公権力の濫用に対して正当な抗議活動を行ったと正当性や公益性を主張し、上記の行為に及んだ警察当局と、それを基に熊野寮に物申す大学当局を「猛省すべき」と批評した。なお、警察手帳の提示を拒否した警察と思われる者が寮生の同意なく敷地内に入ろうとし、喧騒になったと主張している。

またその他騒音問題については、同引用元において熊野寮は「熊野寮自治会が開催してきた様々なイベントにおける騒音問題についても、事前の地域への説明に始まり、当日の音量調整など様々な対応策を強化してきた。こうした対応を「不十分」と咎めるならまだしも、「一顧だにしない」などと言われるのは心外である。」と述べている。

### 当局による内政干渉
熊野寮で20歳未満の学生が飲酒をして体調を崩したことが、警察署から京都大学に伝えられた。京都大学は熊野寮自治会に対して、事実確認と再発防止策の報告を要求し、当該学生を特定する情報の提供を要請した。熊野寮自治会はこれに対して抗議文を出し、報告と情報提供を拒否した。それによると、大学当局への報告は、緊急時に救急通報をせず隠蔽する方向にインセンティブを働かせるため、人命が危険に晒される結果になる。

## 警察による強制捜査
熊野寮の一部は、中核派系全学連の関係先のひとつとされ、警察による強制捜査が度々行われている。
1990年代前半までは毎月のように熊野寮に捜索が入ったが、近年は数年に一度のペースである。
近年の捜索の一部を以下に記す。
- 2014年11月4日　同月2日に東京銀座で行われたデモ行進の際の公務執行妨害容疑での中核派系全学連の学生（京大生含む）の逮捕に伴って警視庁による捜索が行われた。

- 2016年2月29日　中核派系全学連の学生らが京都大学のキャンパスで吉田南１号館を柵や立て看板などで封鎖し、授業や大学事務が行えない状態にした件の威力業務妨害容疑で、活動拠点の1つとして家宅捜索された。[35]

- 2017年10月31日　同年8月9日のオープンキャンパスにて中核派系全学連活動家の男2人（うち一名京大生）が京都大学職員に暴行したとして公務執行妨害容疑で逮捕された時、関係先として家宅捜索された[36]。

- 2021年6月24日　熊野寮に出入りしていた中核派系全学連の活動家が免状不実記載の疑いで逮捕された時、関係先として家宅捜索された[37]。

- 2023年2月23日　成田国際空港反対派の農家の耕作地の明け渡しをめぐる強制執行の際に男3人が公務執行妨害で現行犯逮捕され、関係先として家宅捜索された[38]。
- 2023年4月30日　中核派系全学連の活動家2人が電子計算機使用詐欺などの疑いで逮捕された時、関係先として家宅捜索された[39]。

### 警察の熊野寮への捜索の問題点
2014年の警察の熊野寮への捜索について京都大学法学部教授で刑法学者の高山佳奈子は法手続き上の観点から適法性を疑問視している。それによると、本件の立件に必要な証拠は現場（銀座）での警察やデモ参加者からの証言で十分であり、刑事訴訟法及び最高裁判例に反する必要性のない捜索に当たる可能性があり、「法治国家たるべき日本の国際的威信を地に落としかねない」。またこの捜査において本来事前に提示することが必要な捜査令状を寮生に呈示しなかった点も問題視している。
寮生に聞き取りを行った杉本恭子によると、捜索場所が2，3箇所であるのに対して50から150ほどの機動隊が無駄に投入され、寮内では警察による違法な写真撮影や令状を呈示しない捜査が行われる。またその結果押収されるのはビラ数枚ということもあるという。

## 主張
熊野寮から公式に出ている声明文(熊野寮のホームページで閲覧可)に書かれている主張からいくつか抜粋する。
- 「熊野寮自治会は、寮の管理運営に関して公的な最終決定権を持っており、大学当局に管理される組織ではない」[29][注釈 2]
- (放学処分者の居住に関して)「放学処分を受けた熊野寮生3名への京大当局の退去勧告に対する寮自治会の反論に、京大当局は再反論しなかったことから、その意義は京大当局も当時認めたものと認識」[43][注釈 3]
- 「相手が大学当局であるとしても、「各寮生が居住している居室の一覧」を熊野寮自治会がみだりに外部に漏らすことは、熊野寮の福利厚生施設としての本旨に反する可能性があることから、不適当」[43][注釈 4]

## 所在地・アクセス

### 所在地
郵便番号：606-8393
住所：京都府京都市左京区丸太町通川端東入東竹屋町50 京都大学熊野寮

### アクセス
最寄りの駅：京阪電鉄鴨東線　神宮丸太町駅（丸太町通を東に徒歩5分）
最寄りのバス停：熊野神社前（徒歩2分）
京都大学吉田キャンパスから：約1.7km（東大路通を南下、熊野神社前交差点を西進）

## 構造・設備
熊野寮はA棟、B棟、C棟の3つの居住棟及び食堂からなる。各4階鉄筋コンクリート構造である。

### 建物
熊野寮は2期に分けて工事が行われ、1965年の3月にA棟が熊野寮の中で最初の棟として完成した。
翌年の1966年4月に二期目の工事が完了しB・C、食堂が完成した。

### 設備
食堂：144席
その他、玄関スペース・地下・中庭などの空間も広く活用されている。
共用シャワー(男女別)、共用キッチン、駐輪場、駐車場、音楽室など生活に必要な設備も用意されている。

## 登場作品 (番組)

### テレビ番組
- ザ・レジェンド (2007年9月1, 8日放送)
- ロンブー淳の居座り。(2016年11月11日放送)
- 月曜から夜ふかし (2018年1月15日放送)
- 最初と最後にはワケがある (2021年2月21日放送)
- Youは何しに日本へ？（2022年4月4日放送）